# 과학으로서의 경제학이 지닌 속성과 중요성
《과학으로서의 경제학이 지닌 속성과 중요성》(An Essay on the Nature and Significance of Economic Science)은 라이어널 로빈스가 쓴 경제철학서이다. 작자 로빈스는 1960년대 이후 표준적 경제학 정의가 된, 희소성과 선택을 강조하는 경제학 정의를 처음 제시했다. 경제학 기초 개념들을 설명했고, 경제 일반화의 속성, 그리고 현실과의 관련성을 분명히 하려 했다. 20세기 중반 이후의 경제학자들에게도 중요한 영향을 미친 책이다. 이 책은 20세기 경제학의 고전으로 간주되기도 한다.

## 배경
1930년대 초·중반에 로빈스는 타당성을 갖춘 일반화(질적 법칙)들이 이미 경제학에 축적되어 있고, 경제학의 과학성에는 의문의 여지가 없게 되었다고 판단했다. 그 일반화들이 공통적으로 담고 있는 게 무언지를 살펴보면, 과학성을 획득한 경제학, 즉 과학으로서의 경제학이 다루는 것은 무엇이고, 과학으로서의 경제학에 기대할 수 있는 것은 무엇인지를 알아낼 수 있을 거라는 게 로빈스의 생각이었다.
로빈스에 따르면, 과학으로서의 경제학을 통해 만들어져 타당성을 인정받고 있던 일반화들이 공통적으로 다루는 건 어떤 특정 ‘면모’를 지닌 인간 활동이다. 그런데 여기서 특정 면모란 다름 아니라 포기를 동반하는 선택이다. 중요도가 상이한 다양한 목적을 달성하려 하는 인간에게, 여러 목적을 달성하는 데 사용할 수 있는 수단들이 있다고 해 보자. 그 수단들이, 다양한 목적 전부를 달성할 수 있을 정도로 충분하지는 않은 경우, 즉 수단이 희소한 경우, 일부 목적의 달성은 포기하고 다른 일부 목적의 달성을 꾀할 수밖에 없다. 목적들 사이에서 선택을 할 수밖에 없다는 것이다. 이런 선택의 불가피성이 만들어 내는 문제들을 연구하는 과학 활동이 경제학이라는 게 로빈스의 판단이다.
따라서 교환 관계(예를 들어, 상거래)가 발견되어야만 과학으로서의 경제학이 주목할 대상이 되는 건 아니다. 교환 행위에는 선택이 내포되어 있다. 따라서 교환 행위가 경제학의 주제가 될 수 있는 건 자명하다. 하지만 교환 관계 내에서만 선택이 이루어지는 건 아니다. 무인도에 표류한 로빈슨 크루소가 누군가와 교환을 하지는 않는다. 하지만 여러 다른 활동을 하는 데 자신의 시간을 어떻게 나누어 쓸 것인지에 대한 선택은 해야 한다. 로빈스에 따르면, 그런 선택은 분명 과학으로서의 경제학의 관심사다.
로빈스의 책이 흥미로운 건, 1960년대 이후의 이른바 주류 신고전학파 경제학자들이 자신들의 작업에 대한 설득과 정당화가 요구되는 경우에 로빈스의 책을 주저하지 않고 동원해 왔기 때문이다. 그들은 로빈스의 책을 어겨서는 안 될 교리가 담긴 경전으로 모신 게 아니라, 이미 해 놓은 자신들의 연구 활동에 대한 설득과 정당화가 필요한 경우에 써먹을 수도 있는, 남들도 인정하는 권위를 갖춘 텍스트로 취급했다. 로빈스의 책에 관심을 가질 필요가 있는 건 바로 이 때문이다. 1960년대 이후의 주류 신고전학파 경제학자들이 거울에 자신을 비추어 보았을 때 볼 수 있었던 적나라한 모습이 아닌, 그들이 거울에 자신을 비추어 보았을 때 볼 수 있는 모습이라고 남들이 믿어 주었으면 하는 이상적 모습이 로빈스의 책에 담겨 있다. 그렇기 때문에 1960년대 이후의 주류 신고전학파 경제학을 좀 더 깊이 이해하는 데 그의 책은 도움이 된다.